# Rājnagar (ort)
Rājnagar är en ort i Indien.   Den ligger i distriktet Chhatarpur och delstaten Madhya Pradesh, i den centrala delen av landet, 500 km sydost om huvudstaden New Delhi. Rājnagar ligger 228 meter över havet och antalet invånare är 13 390.
Terrängen runt Rājnagar är platt. Runt Rājnagar är det ganska tätbefolkat, med 139 invånare per kvadratkilometer. Närmaste större samhälle är Khajuraho, 5,1 km söder om Rājnagar. Trakten runt Rājnagar består till största delen av jordbruksmark.